# Gelotología
La Gelotología (del griego gelos  γέλως "risa") es la ciencia que estudia los efectos de la risa en el cuerpo y en la psique.
El fundador de la gelotología es el psiquiatra William F. Fry, quien ya en 1964, en la Universidad de Stanford, comenzó a investigar las consecuencias de la risa en los procesos corporales. Cabe mencionar que él mismo fue quien acuñó el término “gelotología”.
Otros gelótologos destacados son Lee Berk, Paul Ekman, William F. Fry, Ilona Papousek, Robert Provine, Frank Rodden, Willibald Ruch y Barbara Wild.
Se considera parte de la gelotología la terapia del humor o risoterapia (en inglés: Humor and laughter therapy ).

## Resultados preliminares de investigación
Michael Titze, profesor en la Academia para Psicología Individual de Zúrich (Akademie für Individualpsychologie) y fundador y presidente de la institución alemana HumorCare, presentó los resultados provisionales de las investigaciones que no han sido comprobados estadísticamente, tal y como se enumeran a continuación:

### Causas
La risa puede tener una gran variedad de significados. Si bien la risa puede considerarse una manifestación de la agresividad cuando nos burlamos de alguien, las risitas en pareja en la cama pueden expresar excitación sexual, e incluso sonreímos a alguien que pasa por nuestro lado a modo de saludo. En definitiva, no sólo nos reímos cuando estamos contentos, sino también cuando estamos nerviosos, cuando estamos asustados o cuando nos hacen cosquillas. Los estudiosos del comportamiento distinguen entre 18 tipos de risa. Sin embargo, sólo una variante es la expresión de la diversión espontánea y sincera.
La risa sincera se produce cuando ambas comisuras de los labios se levantan al mismo tiempo, para juntarse con las denominadas patas de gallo que se forman alrededor de los ojos. Las demás variantes sociales, más débiles, comienzan siempre con una ligera asimetría en la comisura de los labios. Al parecer, el ser humano no está preparado para imitar conscientemente los complejos patrones de la risa si no existe un desencadenante previo, gracioso y divertido.

### Efectos
- La modificación de las opiniones a causa de la risa:  Con la risa no solo se relajan los músculos de la cara, sino también los patrones de pensamiento, lo que provoca un cambio en la forma de ver las cosas. Se pretende que el paciente vea su situación, a las personas que le rodean y a sí mismo desde fuera y con una nueva perspectiva. A través de este nuevo punto de vista, la persona afectada tiene la posibilidad (según se ha comprobado) de recapacitar sobre su situación y de encontrar nuevas soluciones a sus problemas.

- Efectos de la risa en la psique: una persona alegre y risueña percibe su entorno de manera distinta a como lo percibe una persona pesimista. Debido a su gran ánimo y a su serenidad combinada con un nerviosismo moderado, las personas alegres son más sociables, más queridas por los que les rodean y por ello suelen tener más éxito a nivel social. Esto quiere decir, que una persona que ríe tiene otro tipo de relación social, una interacción muy específica con otras personas, que es, de por sí, única. Además, estas personas reaccionan a sus sentimientos y necesidades de manera distinta a como lo haría una persona pesimista.

- Efectos de la risa en el cuerpo: La risa es, además, un remedio contra el cansancio primaveral. Los estudiosos de la risa han descubierto que un minuto de risa refresca/despeja tanto como 45 minutos de ejercicios de relajación. Además ayuda a mejorar la potencia sexual masculina. Por último, aumenta la creatividad, como ya se ha mencionado anteriormente. Por eso, las empresas envían a sus empleados a seminarios de la risa. Según la terapeuta: “Los pensamientos y acciones compulsivas se eliminan por medio de la risa”, de este modo se interrumpen los pensamientos ordenados.

### Aplicaciones
- La risa contra el dolor: los estudios de la gelotología han demostrado que los pacientes que sufren dolor pueden aliviarlo durante varias horas con tan solo unos minutos de risa. La risa también mejora la circulación sanguínea y previenen las enfermedades cardiovasculares[2].

- La risa y el sistema inmunológico: la hormona corporal interferón gamma activa y coordina de la producción de diferentes anticuerpos, mientras que la llamada célula T asesina se encarga de destruir a las células infectadas. El inmunólogo estadounidense Lee S. Berk descubrió que los niveles de interferón gamma, células asesinas y anticuerpos en la sangre son mayores en las personas que sonríen. Incluso unos días después, si una persona ha visto una película divertida, por ejemplo, los valores detectados son mucho más altos que los de otra persona que no haya tenía ninguna razón parar reír en los últimos días.

- La risa contra el estrés: "La risa es el mayor enemigo del estrés", afirma la risoterapeuta Erika Kunz. En lugar de hormonas del estrés, durante la risa se liberan hormonas de la felicidad, llamadas endorfinas. De esta manera, incluso con una carga de trabajo mayor se calman las tensiones. "¿Quién le tira de las comisuras de la boca, le anima automáticamente y evita una actitud triste?", explica. Según Kunz, sirve de ayuda para el estreñimiento, los dolores de cabeza y el insomnio.

- Risoterapia: Cada vez más psicólogos y médicos se preocupan por el uso terapéutico del humor y la risa en los hospitales y bajo tratamiento.[2] Especialmente en psiquiatría y psicología, se espera lograr mejores resultado a través del uso estratégico del humor en la terapia ya que, desde el punto de vista psicosomático, la risa es beneficiosa para la salud, sobre todo a la hora de superar las adversidades. Porque desde el punto de vista psicosomático, hay beneficios para la salud de la risa sobre todo de la superación de la adversidad. Por lo tanto, la risa puede suponer el principio de un camino para salir de una situación aparentemente insuperable, porque una de las principales causas de la risa es el reconocimiento repentino de las relaciones. Una vez reconocido que las relaciones son una situación estresante la tensión interna se libera en forma de risa.

- Narices Rojas, Payasos de hospital: Los resultados de las investigaciones de la gelotología han llevado a la creación de los llamados "payasos médico". La fundación está formada por payasos profesionales que, junto con los médicos, se preocupan por la salud de los pacientes y los animan, consultando previamente a los médicos, y escuchan sus problemas y preocupaciones. El objetivo de los payasos es relajar el ambiente del hospital, que a menudo es demasiado triste. Les gustaría que los pacientes empezasen a reír y así contribuir a una recuperación más rápida. Hay payasos médico en todo el mundo, sobre todo en EE. UU. y Europa [4] [5].

## Situación de los estudios científicos
Hay pocos estudios que traten la temática [6] [7], y a pesar del potencial de los de los efectos positivos a corto y largo plazo de laterapia de la risa y del humor (humor and laughter Therapie), a menudo proporcionados por el personal del hospital y los pacientes, en la actualidad no es posible hacer una evaluación final[8]. Un estudio suizo sobre el uso de la terapia del humor en la enfermedad de Alzheimer y la depresión no pudo demostrar efectos significativos estadísticamente.